# 吉吉·费尔南德斯
吉吉·费尔南德斯（英語：Gigi Fernández，1964年2月22日—），波多黎各女子网球运动员。她曾代表美国参加1984年、1992年和1996年夏季奥林匹克运动会网球比赛，获得二枚金牌。